# Lessico dialettale della Svizzera italiana
Il Lessico dialettale della Svizzera italiana (LSI) è nato nel 1995 con lo scopo di affiancare al Vocabolario dei dialetti della Svizzera italiana un dizionario essenziale e alfabeticamente completo per le varianti delle lingue italiana, lombarda e romancia parlate nei territori della Svizzera italiana. Nel 2003, nell'ambito dei festeggiamenti per il bicentenario dell'adesione dei cantoni Ticino e Grigioni alla Confederazione, si apre la sottoscrizione dell'opera. Il 13 dicembre 2004 il Lessico viene presentato al pubblico.

## Caratteristiche e fonti
Il LSI raccoglie sinteticamente il patrimonio lessicale delle numerose e variegate parlate tradizionali della Svizzera italiana. I cinque volumi, di complessive 4585 pagine, presentano oltre 191'000 forme dialettali organizzate in 57'000 lemmi. La fonte principale è costituita dalle schede compilate nell'ambito dell'inchiesta linguistica svolta nei primi decenni del Novecento, a cui si aggiunge una grande quantità di materiali editi e inediti.

## Destinatari
L'opera ha ottenuto un successo editoriale significativo, incontrando immediatamente grande favore presso una larga cerchia di pubblico. La semplicità e la sistematicità della sua presentazione ne fanno uno strumento di facile e immediata fruizione, destinato sia agli specialisti che ai profani.

## Versione informatica
L'alta densità di informazioni contenute nel LSI ha motivato fin dalla sua uscita la richiesta di una versione informatica. Tale supporto è parso indispensabile anche per garantire il progressivo completamento dell'opera, attraverso un aggiornamento da realizzare tramite l'integrazione continua di nuovi dati. La messa in rete di questo servizio è prevista per la fine del 2012.
Il nuovo strumento supporta l'allestimento di glossari locali o regionali riferiti a singole varietà dialettali oltre alla creazione automatica di dizionari inversi italiano-dialetto ai vari livelli di diffusione geografica.

## Repertorio italiano-dialetti
È infine prevista, nel 2013, la pubblicazione di un Repertorio italiano-dialetti (RID) per il comprensorio della Svizzera italiana.